# Bedelia's 'At Home'
Bedelia's 'At Home'  è un cortometraggio muto del 1912. Il nome del regista non viene riportato nei crediti.

## Produzione
Il film venne prodotto dalla Reliance Film Company.

## Distribuzione
Distribuito dalla Motion Picture Distributors and Sales Company, il film - un cortometraggio di una bobina - uscì nelle sale cinematografiche USA il 16 marzo 1912. La Western Import Company lo distribuì nel Regno Unito il 26 giugno dello stesso anno.